# In furore iustissimae irae
In furore iustissimae irae, RV 626, és una obra religiosa d'Antonio Vivaldi, un motet per a soprano solista sobre un text anònim. És una obra potent, dramàtica que contrasta plenament amb una obra similar, com és el motet «Canta in prato», molt alegre i primaveral. Com en els motets introductoris, peces que precedien algunes grans obres de Vivaldi, els textos no són litúrgics, sinó versions lliures en llatí d'autor desconegut. El text, que en aquest motet parla directament amb Déu i Jesús, el converteix en un treball adequat «per ogni tempo» (per qualsevol temps litúrgic).

## Estructura i anàlisi musical
Pertany a un grup de motets per a soprano solista, tres dels quals actualment estan en arxius, i que Vivaldi va compondre durant una de les seves estades a Roma en la dècada del 1720. Dues de les seves estades estan documentades, i foren pel carnaval de 1722-1723, i el de l'any següent. Es té coneixement d'una tercera estada també per carnaval, però no se sap de quin any. Denis Arnold va proposar la frase "concert per a veu" per descriure aquests motets de Vivaldi. La comparació no és inadequada, ja que aquests motets gairebé tots contenen un grau de "demostració", de virtuosisme, veritablement com en els concerts. Vivaldi impressiona per la seva capacitat de triar el moment adequat per canviar la figura musical desenvolupada per la línia vocal i juxtaposar figures contrastants i complementàries.
En el manuscrit, que es troba en la col·lecció Giordano de la Biblioteca Nacional de Torí (volum 32), apareix en el títol la indicació «Motetto a Canto solo con Istromenti, del Vivaldi». El text fa suposar que estaria destinat a un període litúrgic de penitència o a una cerimònia de rogatives. L'obra, en la tonalitat de do menor, té una estructura en quatre moviments i amb les següents característiques musicals:
| Moviment                            | Instrumentació        | Forma     | Tempo       | Tonalitat |
| ----------------------------------- | --------------------- | --------- | ----------- | --------- |
| 1. «In furore giustissimae irae»    | soprano, corda i b.c. | ària      | allegro     | do menor  |
| 2. «Miserationum Pater piissime»    | soprano i b.c.        | recitatiu | (recitatiu) | ...       |
| 3. «Tunc meus fletus evadet laetus» | soprano, corda i b.c. | ària      | largo       | sol menor |
| 4. «Alleluia»                       | soprano, corda i b.c. | ària      | allegro     | do menor  |

### Anàlisi musical
La instrumentació és per a soprano, orquestra de corda i baix continu. La cantant que la deuria interpretar podria ser una de les principals intèrprets de les seves òperes, perquè les millors veus circulaven lliurement des de la plataforma del cor a l'escenari.
L'obra comença amb notes descendents a l'uníson, plenes de patetisme, en la tonalitat de do menor. Amb aquests tempestuosos unísons i un poderós cromatisme descendent, aquesta ària inicial retrata la ira divina davant les malifetes humanes. L'ambient fa pensar en futures propostes musicals més pròpies del «Sturm und Drang», moviment de la segona part del segle xviii. La part central de l'ària està en sol menor, una de les tonalitats preferides de les simfonies preromàntiques.
El recitatiu, excepcionalment breu, és una crida a la misericòrdia divina. Tot seguit arriba la segona ària, «Tunc meus fletus evadet laetus», típicament més lenta i lírica que la primera, en què es manifesta davant el Salvador el penediment humà. Aquesta ària central, és un largo en sol menor, però en la segona secció, quan arriba el text "et fletus laetum" ("i les llàgrimes d'alegria") modula a si bemoll major.
De l'obra, destaca també l'«Alleluia», que està en do menor, però es produeix un contrast entre la línia ascendent de la veu, joiosa, amb el color ombrívol i agitat de l'orquestra de corda. Les imponents dimensions d'aquest motet fan pensar que el text va inspirar d'una manera particular a Vivaldi. Com és habitual, aquest moviment final té relació amb el caràcter del moviment inicial per produir un efecte harmoniós al conjunt de l'obra.

## Text
El text anònim, en llatí, és el següent:
| - Aria da capo In furore iustissimae irae tu divinitus facis potentem. Quando potes me reum punire ipsum crimen te gerit clementem. - Recitatiu Miserationum Pater piissime, parce mihi dolenti, peccatori languenti, o Jesu dulcissime. | - Aria da capo Tunc meus fletus evadet laetus dum pro te meum languescit cor. Fac me plorare, mi Jesu care, et fletus laetum fovebit cor. - Alleluia - Allegro |